# 트랩 음악
트랩 음악(Trap music)은 힙합장르 중 하나로, 1990년대 초 미국 남부에서 시작된 장르이다. 808 드럼머신을 주로 사용하며, 이 장르를 자주 사용하는 아티스트로는 영 지지, T.I., 치프 키프 등이 있다.

## EDM 트랩
San Holo - We Rise - 유튜브

32Stitches & Hoober - Astronomia - 유튜브